# منطقه ۳۷ (قطر)
منطقه ۳۷ یک منطقهٔ مسکونی در قطر است که در دوحه (شهرداری) واقع شده‌است. منطقه ۳۷ ۲٫۵ کیلومتر مربع مساحت و ۲۶٬۱۲۱ نفر جمعیت دارد.